# Václav Pichl

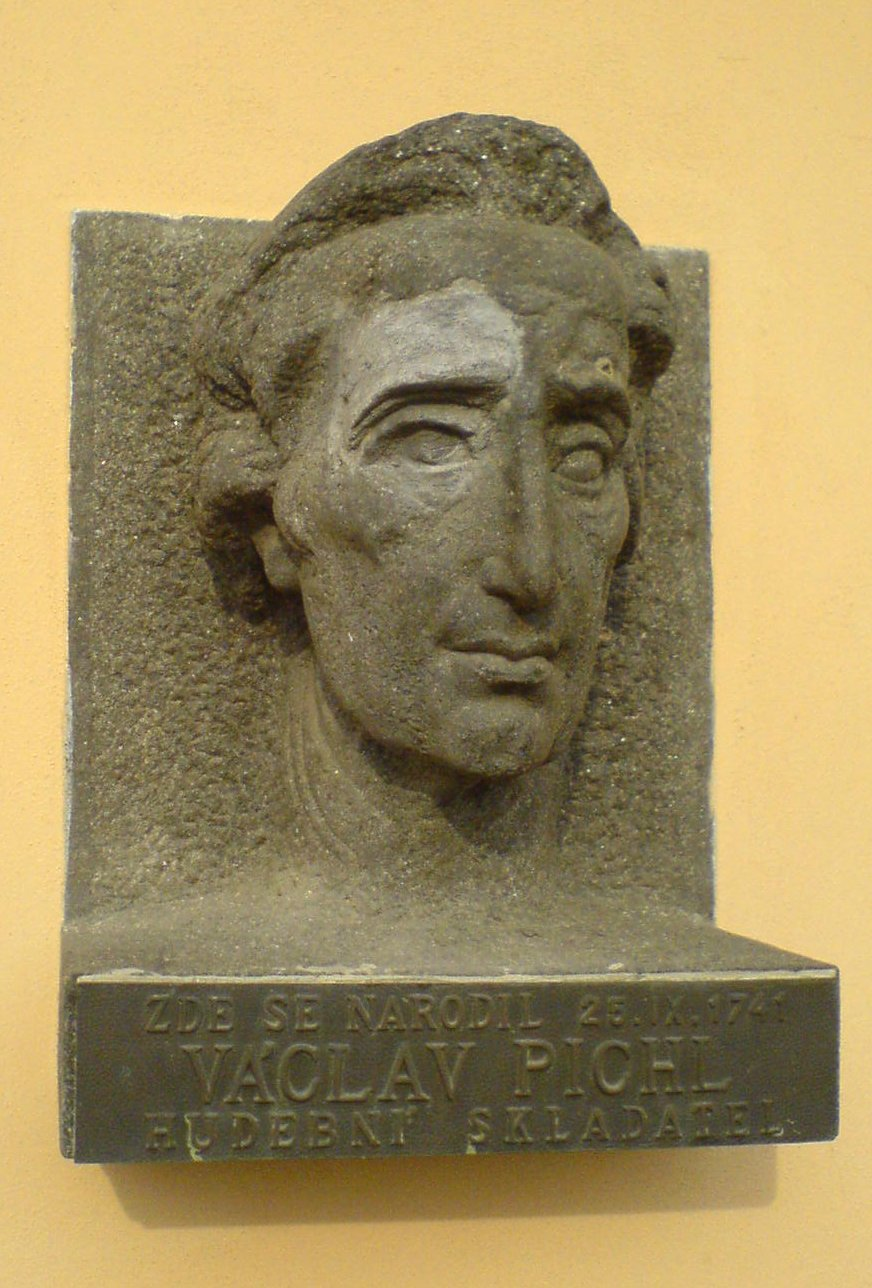
Busto di Pichl a Bechyně

Václav Pichl, noto anche come Venceslaus o Wenzel Pichl o Pichel (Bechyně, 25 settembre 1741 – Vienna, 23 gennaio 1805), è stato un compositore e violinista ceco.

## Biografia
Ricevette la sua prima formazione musicale a Bechyně col cantor Jan Pokorny. Cantante dal 1752 al 1758 presso il Collegio gesuita di Březnice, una volta a Praga lavorò come violinista nell'Istituto gesuita di San Venceslao studiando filosofia, teologia e legge.
Nominato primo violino della chiesa di Týn nel 1762, studiò contrappunto con l'organista J. N. Seger. Nel 1765 venne assunto dal compositore Karl Ditters von Dittersdorf come violinista per l'orchestra privata del vescovo Adam Patačić a Gran Varadino. L'orchestra si sciolse nel 1769 e Pichl divenne direttore per il conte Ludwig Hartig a Praga.
Nel 1770 divenne primo violino del Teatro di corte viennese e, su raccomandazione dell'imperatrice Maria Teresa, direttore d'orchestra per il governatore austriaco della Lombardia a Milano, l'arciduca Ferdinando d'Asburgo-Este. Pichl si recò in Italia nel 1777 e vi rimase fino al 1796, quando i francesi invasero la Lombardia, dopodiché tornò a Vienna dove rimase al servizio dell'arciduca fino alla sua morte (salvo un breve viaggio a Praga nel 1802).
Václav Pichl morì il 23 gennaio 1805 in seguito a un infarto mentre stava suonando un concerto per violino nel Palazzo Lobkowitz. Aveva 63 anni.

## Composizioni
- Due concerti per contrabbasso (circa 1766-68)
- Sei sinfonie opus 1 (due oboi, due clarinetti, due corni, timpani, archi (circa 1778). "SEI SINFONIE A PIÙ STRUMENTI. Dedicate A SUA ALTEZZA REALE IL SERENISSIMO ARCIDUCA FERDINANDO Principe Reale d'Ungheria e Boemia ... Da WENCESLAO PICHL. in attuale Servizio dell'Istessa Altezza Reale. OPERA PRIMA")[1][2]
- Sei quartetti per archi opus 2 (in la, do, fa maggiore, mi minore, re maggiore e si bemolle, circa 1779)[1]
- Tre concerti per violino opus 3 (in re, sol e si bemolle, 1779)[1]
- Sei trii concertanti opus 7 (in do, fa, si bemolle, mi bemolle, la e re, 1783)[1]
- Tre sinfonie opus 8 (in do, mi bemolle e re, 1784)[1]
- Serenate per più strumenti, op. 9 (1784)
- Sei duetti per violino e viola opus 10 (in do, sol, re, si bemolle, fa, mi bemolle, 1784)[1]
- Tre quartetti per flauto, violino, viola e violoncello op. 12 (1787)[2]
- Tre quartetti per archi opus 13 (in la, si bemolle e mi bemolle, 1788.)[1]
- Tre duetti per viola e violoncello op. 14
- Tre sinfonie opus 15 (in re, si bemolle e do, 1790.)[1]
- Tre duetti per violino e violoncello opus 16 (Amadeus Edition edita da Bernhard Pauler, pubblicati nel 2002)
- Dodici capricci per violino solo opus 19[2]
- Tre sonate per violino solo con accompagnamento di violino o viola opus 23[2]
- Sinfonie per orchestra opus 24[1]
- Sei fughe con un preludio fugato: per un violino solo[2] (may be opus 41[1])
- Studio per il violino sotto forma di dodici capricci opus 46 (ca.1801)[2]